# Susana Kutateladze
Susana Ilínichna Kutateladze (transliterado del idioma georgiano შუშანა ქუთათელაძე, y del ruso Шушана Ильинична Кутателадзе) (1905-1990) fue una botánica georgiana-rusa.
- La abreviatura «Kuth.» se emplea para indicar a Susana Kutateladze como autoridad en la descripción y clasificación científica de los vegetales.[2]